# Помаранчева лінія (MBTA)
Помаранчева лінія (MBTA) (англ. Orange Line (MBTA)) — одна з ліній Бостонського метрополітену. Свою сучасну назву Помаранчева лінія отримала в рамках ребрендингу проведеному МВТА в 1967 році.

## Історія

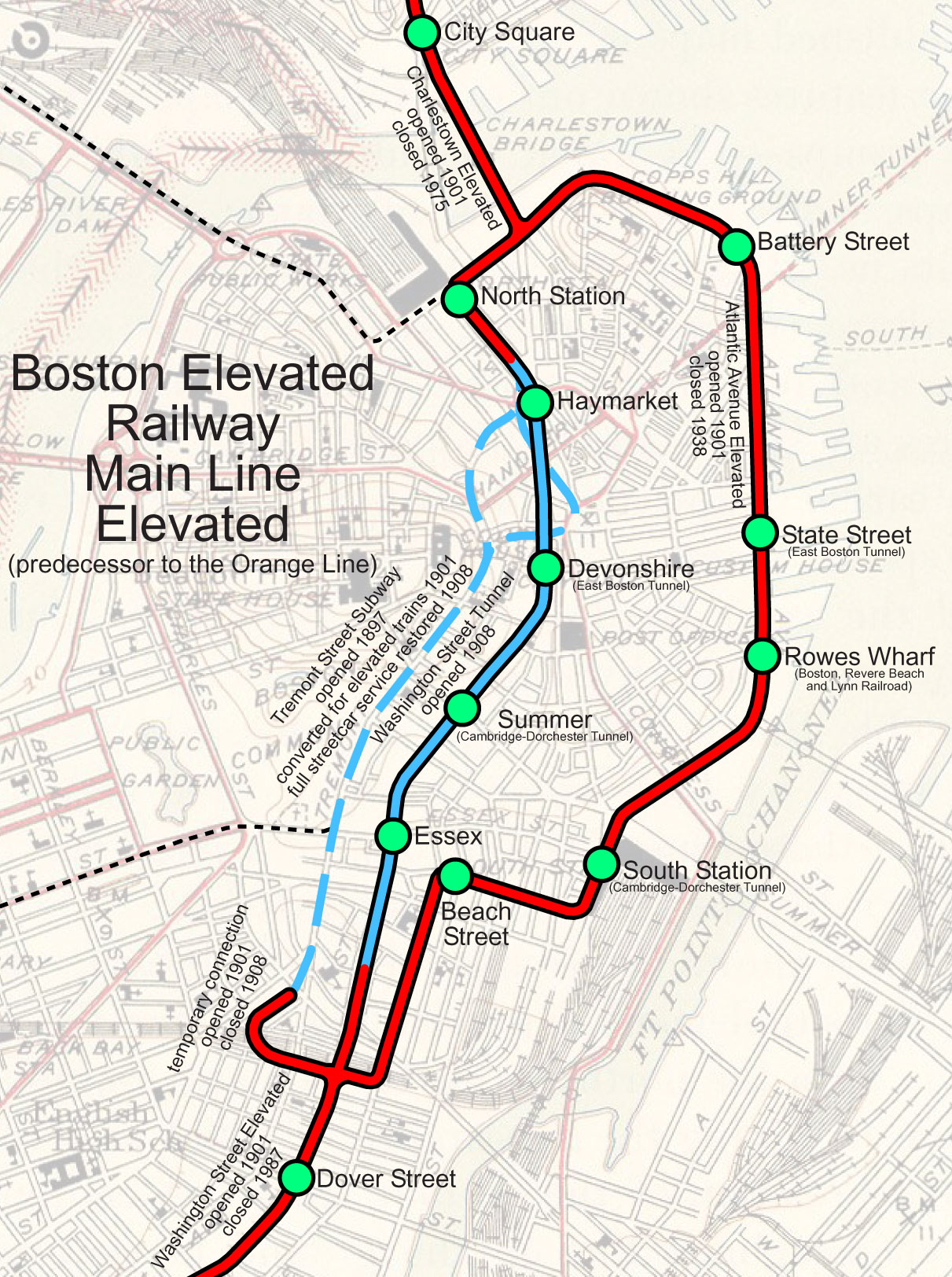
Початковий маршрут лінії

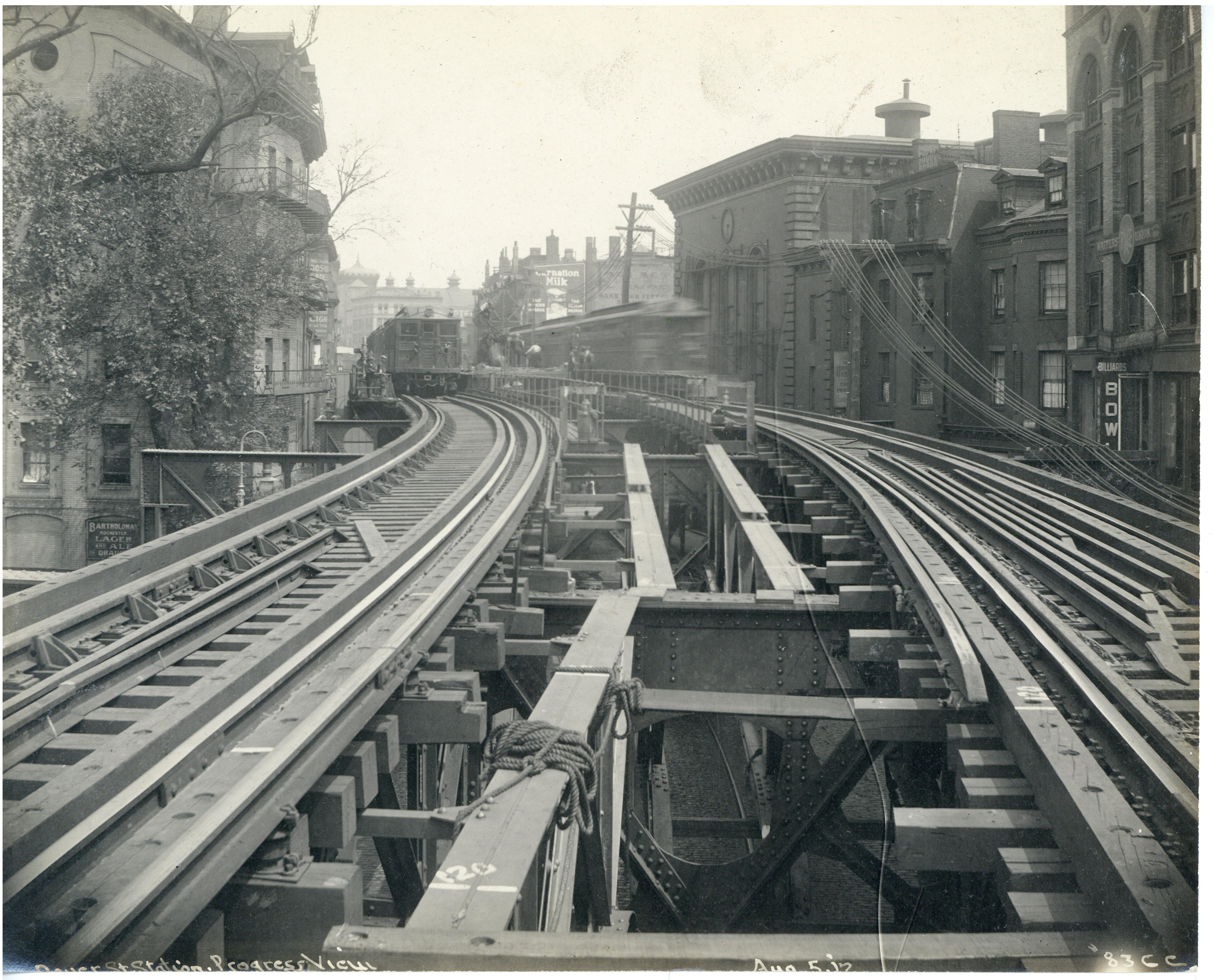
Естакада лінії у 1912 році

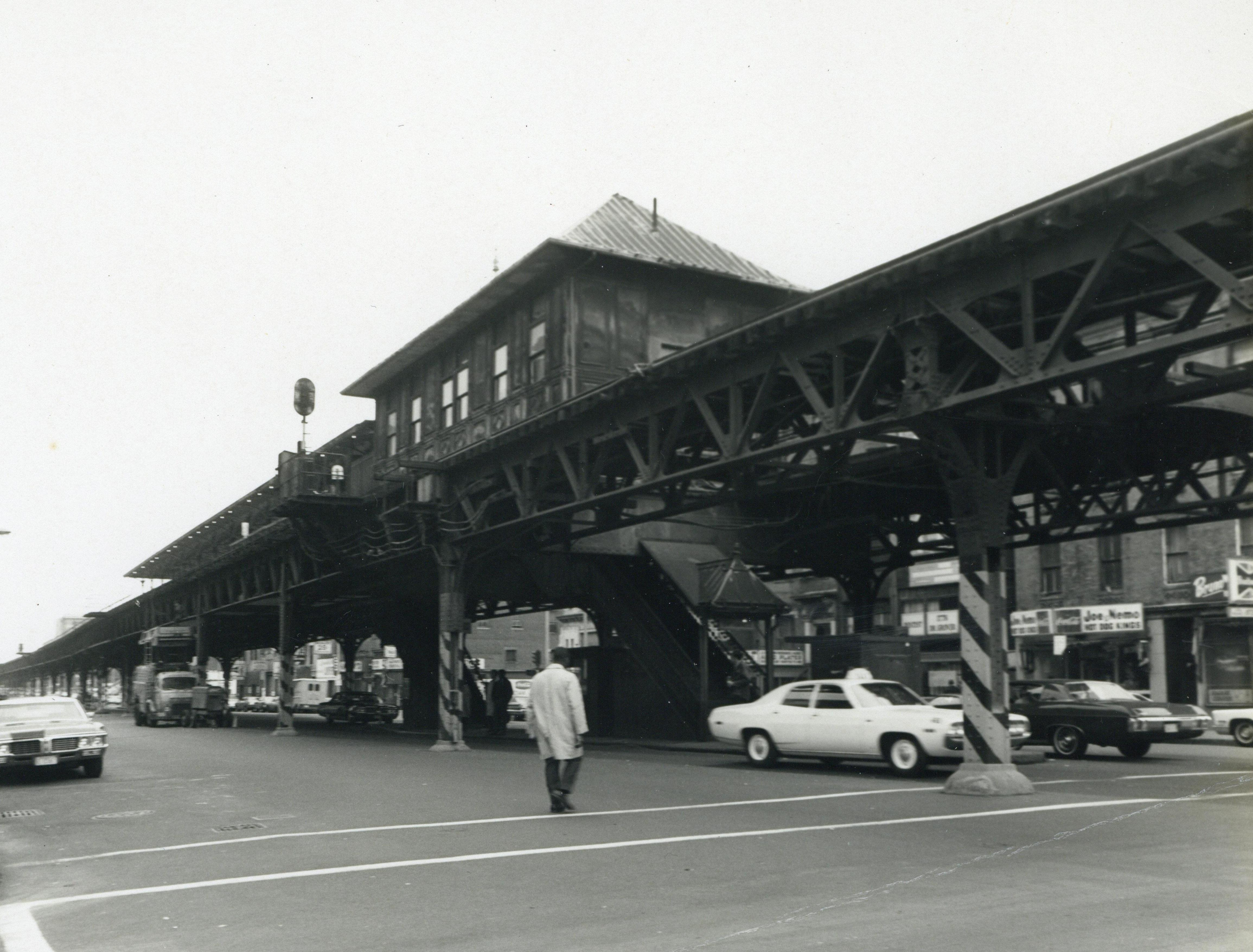
Типова естакадна станція на початку 70-х

Початкова ділянка лінії відкрилася у 1901 році, як перший сегмент Бостонської естакадної залізниці. Центральна ділянка початкового маршруту розділювалася надвоє, частина потягів спільно використовувала тунель побудований для Зеленої лінії а частина прямувала по естакаді над Атлантік авеню.
В 1908 році був відкритий новий тунель виключно для Помаранчевої лінії, але на центральній ділянці потяги все одно курсували двома маршрутами. Тепер частина потягів прямувала у власний тунель, а друга використовувала естакаду Атлантик-авеню. В 1909 році лінія на півдні була розширена до станції «Форест-Гіллс», а в 1919 до північної кінцевої станції «Еверет». В ті часи лінія називалася Головною Естакадною лінією, пізніше назва змінилася на Естакадна лінія Форест-Гіллс — Еверет. Роздвоєння лінії в центрі зберігалося до 1938 року, коли через невеликий пасажиропотік був припинений рух на естакаді Атлантик-авеню. Вже незабаром естакаду в центрі демонтували, потяги використовували лише підземну ділянку у центрі. У такому вигляді маршрут лінії зберігався до 1975 року, невелика підземна ділянка у центрі та естакади на околицях.
На початку 1970-х з'ясувалося що через вплив солоного повітря міста, металеві естакади були сильно зношені. Також через великий рівень шуму від руху потягів по повністю металевих конструкціях, вартість житла поблизу лінії постійно падала та район все більш ставав непривабливим. Тому було прийняте рішення про поступову перебудову лінії. Спочатку у 1975 році була розібрана північна естакада до міста Еверет. Лінію не стали будувати тим же напрямком, а розвернули на північ, район де проходила північна частина лінії стали обслуговувати автобусними маршрутами. Нова північна ділянка була побудована наземною, та мала три колії. Будівництво третьої колії було потрібно для організації руху експрес потягів при планованому продовженні лінії далі на північ. Але проект будівництва продовження скасували, а третя колія стала використовуватися як запасна на випадок надзвичайних подій. Також на північні ділянці станції мають по дві острівні платформи.
Південна частина естакадної лінії також була перебудована. Ще на початку 1970-х планувалося будівництво нового шосе, але через протести громадськості проект скасували. На той момент земля була вже викуплена і місто взяло на себе зобов'язання використовувати її під організацію залізничної лінії, в той же Southwest Corridor (Massachusetts) вирішили перенести південну частину Помаранчевої лінії. 30 квітня 1987 року естакадна лінія була закрита, та вже 4 травня відкрилася нова ділянка лінії. Хоча південна кінцева станція лінії і була залишена на тому ж місці, сама нова ділянка побудована значно західніше від початкового маршруту.
Станції «Геймаркет» та «Північний вокзал» були суттєво перебудовані під час спорудження Великого бостонського тунелю, це покращило сполучення з Зеленою лінією. У 2014 році на діючі ділянці була відкрита станція «Асамблея», будівництво зайняло три роки та
коштувало 57 млн доларів. Відкрита станція стала першою новою станцією метро МВТА з 1987 року.

## Зимові проблеми
Не звично сувора зима 2014—2015 року загострила проблему заледеніння контактної рейки під час снігових штормів. В той рік рух на наземних ділянки Помаранчевої та Червоної лінії неодноразово переривався. Як що один потяг зупинявся через втрату потужності, вставала вся лінія, та колії одразу заносило снігом. Починаючи з літа 2015 року МВТА проводила ремонтні роботи вартістю 83,7 млн доларів. На цих ділянках були встановлені додаткові загорожі від снігових заметів, та був запроваджений підігрів контактної рейки. Рух на Сині лінії не переривався завдяки впровадженню на ній двох способів живлення.

## Станції
Сучасна лінія має 20 станцій, станції з півночі на південь:
| Станція                                              | Пересадка                                                 | Розташування                  | Тип                                                            | Дата відкриття                                             | Вигляд |
| ---------------------------------------------------- | --------------------------------------------------------- | ----------------------------- | -------------------------------------------------------------- | ---------------------------------------------------------- | ------ |
| «Оук-Гроув» (англ. Oak Grove)                        | Приміська залізниця та автобуси MBTA № 131, 132, 136, 137 | Місто Молден, округ Міддлсекс | Наземна з острівною платформою                                 | 20 березня 1977                                            |        |
| «Молден-центр» (англ. Malden Center)                 | Приміська залізниця та 13 маршрутів автобусів MBTA        | Місто Молден, округ Міддлсекс | Естакадна з острівною платформою                               | 27 грудня 1975                                             |        |
| «Веллінгтон» (англ. Wellington)                      | 10 маршрутів автобусів МВТА                               | Місто Медфорд                 | Наземна з двома острівними платформами                         | 6 вересня 1975                                             |        |
| «Асамблея» (англ. Assembly)                          | Немає                                                     | Місто Сомервіль               | Наземна з острівною платформою                                 | 2 вересня 2014                                             |        |
| «Салліван-сквер» (англ. Sullivan Square)             | 11 маршрутів автобусів МВТА                               | Район Чарльзтаун, Бостон      | Наземна з двома острівними платформами                         | 10 червня 1901 (естакадна) 7 квітня 1975 (сучасна станція) |        |
| «Ком'юніті-коледж» (англ. Community College)         | Немає                                                     | Район Чарльзтаун, Бостон      | Наземна з двома острівними платформами (1 не використовується) | 7 квітня 1975                                              |        |
| «Північний вокзал» (англ. North Station)             | Зелена лінія, приміські залізничні лінії, потяги Amtrak   | Бостон                        | Підземна з береговими платформами                              | 19 червня 1901 (естакадна) 7 квітня 1975 (сучасна)         |        |
| «Геймаркет» (англ. Haymarket)                        | Зелена лінія                                              | Центр Бостона                 | Підземна з береговими платформами                              | 30 листопада 1908                                          |        |
| «Стейт» (англ. State)                                | Синя лінія метро                                          | Центр Бостона                 | Підземна з береговими платформами                              | 30 листопада 1908                                          |        |
| «Даунтаун-кроссінг» (англ. Downtown Crossing)        | Червона лінія (MBTA) та 11 маршрутів автобусів МВТА       | Центр Бостона                 | Підземна з береговими платформами                              | 30 листопада 1908                                          |        |
| «Чайнатаун» (англ. Chinatown)                        | Срібна лінія швидкісного автобусу                         | Центр Бостона                 | Підземна з береговими платформами                              | 30 листопада 1908                                          |        |
| «Медичний центр Тафтса» (англ. Tufts Medical Center) | Срібна лінія швидкісного автобусу                         | Бостон                        | Підземна з береговими платформами                              | 4 травня 1987                                              |        |
| «Бек-Бей» (англ. Back Bay)                           | Приміські залізничні лінії, автобуси МВТА № 10, 39, 170   | Район Бек-Бей, Бостон         | Підземна з острівною платформою                                | 4 травня 1987                                              |        |
| «Массачусетс-авеню» (англ. Massachusetts Avenue)     | Автобуси МБТА № 1, СТ-1                                   | Массачусетс авеню, Бостон     | Наземна з острівною платформою                                 | 4 травня 1987                                              |        |
| «Рагглс» (англ. Ruggles)                             | Приміські залізничні лінії та 13 автобусних маршрутів     | Бостон                        | Наземна з острівною платформою                                 | 4 травня 1987                                              |        |
| «Роксбері-кроссінг» (англ. Roxbury Crossing)         | 8 автобусних маршрутів МВТА                               | Район Мішн-Гілл, Бостон       | Наземна з острівною платформою                                 | 4 травня 1987                                              |        |
| «Джексон-сквер» (англ. Jackson Square)               | Автобуси МВТА № 14, 22, 29, 41 та 44                      | Район Ямайка-Плейн, Бостон    | Наземна з острівною платформою                                 | 4 травня 1987                                              |        |
| «Стоуні-Брук» (англ. Stony Brook)                    | Немає                                                     | Район Ямайка Плейн, Бостон    | Наземна з острівною платформою                                 | 4 травня 1987                                              |        |
| «Грин-стріт» (англ. Green Street)                    | Немає                                                     | Район Ямайка-Плейн, Бостон    | Наземна з острівною платформою                                 | 4 травня 1987                                              |        |
| «Форест-Гіллс» (англ. Forest Hills)                  | Приміські залізничні лінії та 17 маршрутів автобусів МБТА | Район Ямайка-Плейн, Бостон    | Наземна з острівною платформою                                 | 22 листопада 1909 (естакадна) 4 травня 1987 (сучасна)      |        |

## Галерея

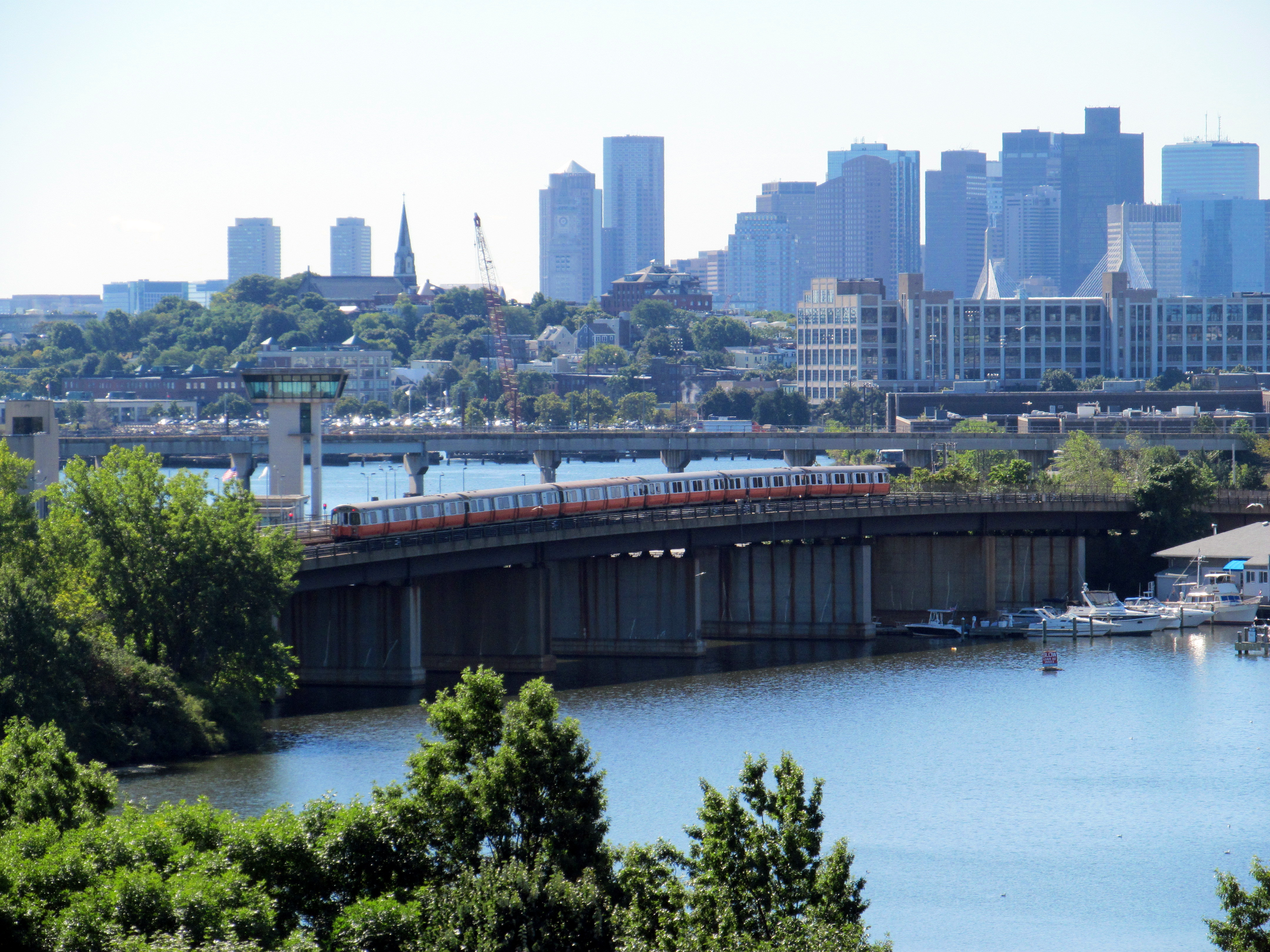
Потяг на мосту Едварда Дана через Містик-рівер
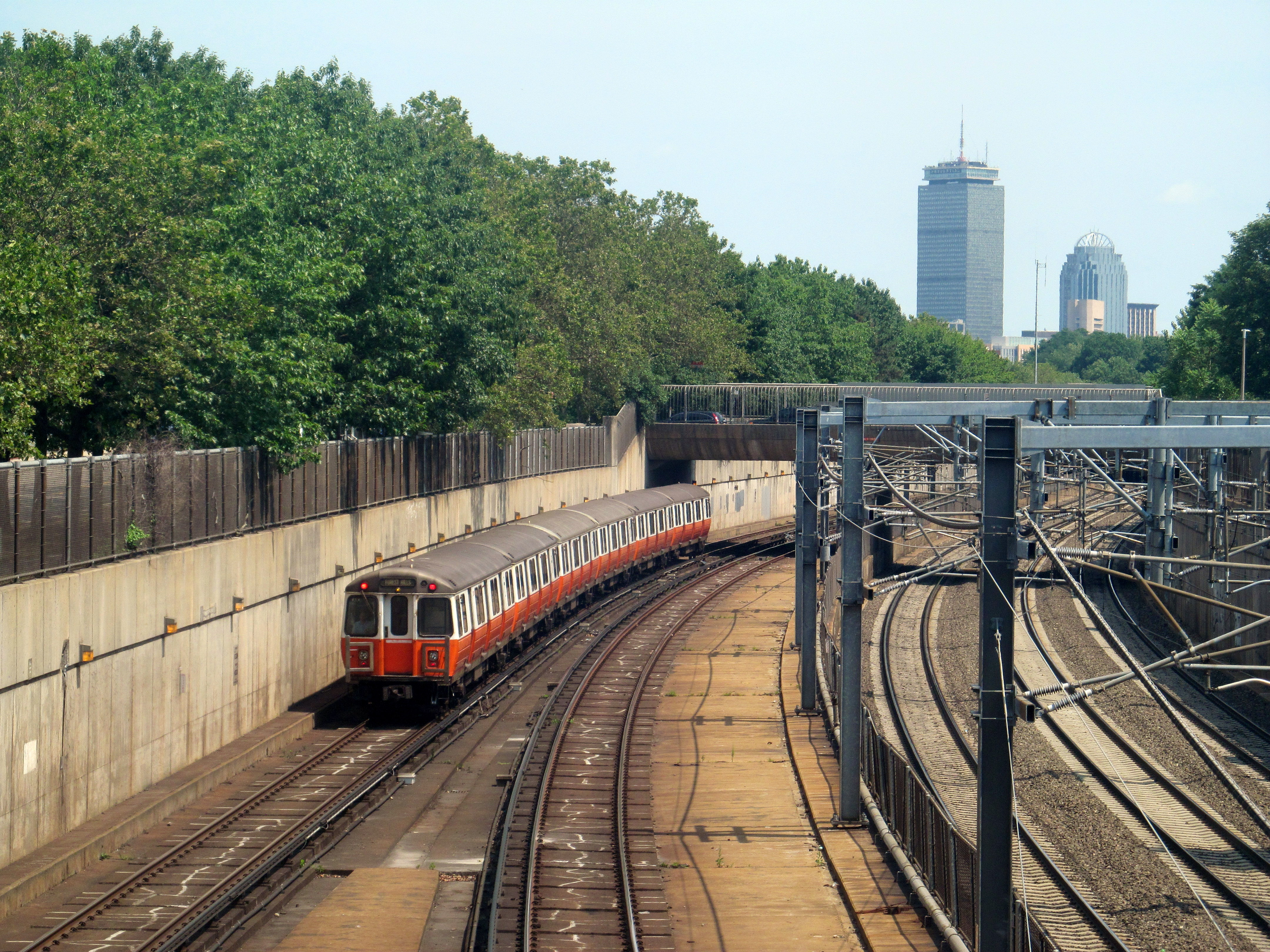
Колії Помаранчевої лінії в одному коридорі із залізничною лінією
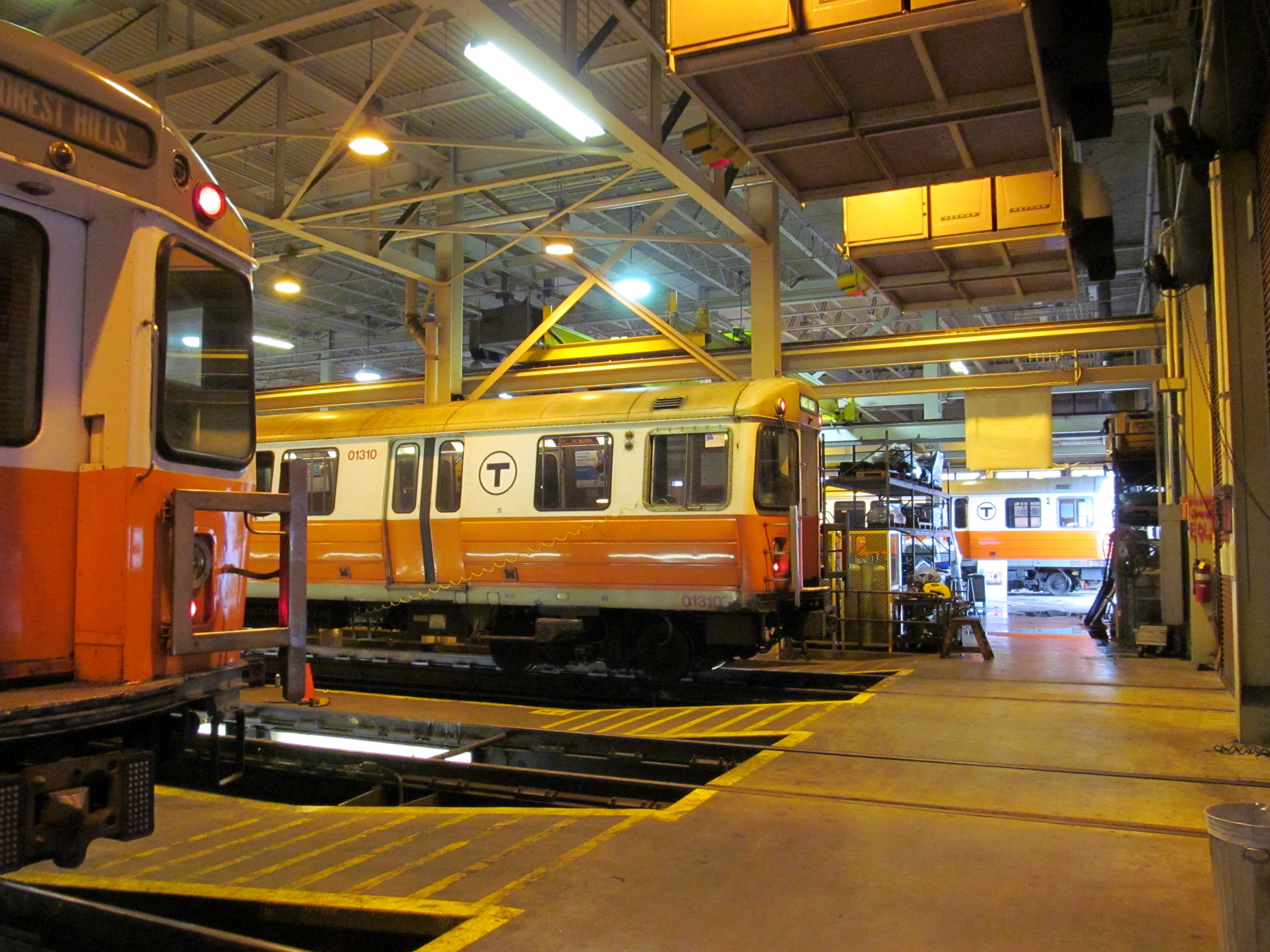
Потяги в депо